# Telerehabilitation
Unter Telerehabilitation kann man in einer ersten Annäherung allgemein die Durchführung von Maßnahmen der medizinischen Rehabilitation unter Nutzung von ICT (Information and Communications Technology) verstehen. Dadurch können Rehabilitationsleistungen auch über bestehende räumliche und/oder zeitliche Distanzen hinweg angeboten werden. Eine Telereha hat nicht die Aufgabe eine ganztägige Rehabilitationsleistung gemäß § 15 SGB VI zu ersetzen. Eine Tele-Reha-Nachsorge kann als Alternative z. B. zum IRENA-Verfahren, im Anschluss an eine stationäre oder ganztägig ambulante Leistung zur medizinischen Rehabilitation in Betracht kommen. Neben der herkömmlichen face-to-face-Reha-Nachsorge steht hiermit eine telematisch assistierte Reha-Nachsorge zur Verfügung. Die Reha-Nachsorge soll den eingetretenen Rehabilitationserfolg festigen. Die Träger der Deutschen Rentenversicherung haben hierfür spezielle Nachsorgeprogramme entwickelt. Die Rehabilitanden sollen durch die Nachsorge das in der Rehabilitation Erlernte in den Alltag übertragen, stabilisieren und fortentwickeln können. Angebote der Reha-Nachsorge können dazu beitragen, die positiven Effekte einer medizinischen Rehabilitation nach Reha-Ende im Alltag der Patienten nachhaltig zu verankern, indem sie Selbstverantwortung und -managementfähigkeiten der Betroffenen stärken. Forschungsprojekte zur Weiterentwicklung der Reha-Nachsorge beschreiten neue Wege, die schon während der Rehabilitation ansetzen und zunehmend Medien wie Telefon, Handy und Internet nutzen. Ab 2019 müssen Tele-Nachsorgeangebote den Zulassungs- und Durchführungsbedingungen der Deutschen Rentenversicherung entsprechen. Für neu initiierte Modellprojekte müssen die Mindestanforderungen an Tele-Nachsorge nicht vollständig erfüllt sein,  erforderlich ist aber in jedem Fall ein Datenschutzkonzept. Modellprojekte sind zeitlich befristet oder regional begrenzt, im Gegensatz dazu gibt es bundesweit anerkannte und angebotene Nachsorgeprogramme für die Regelversorgung aller Rentenversicherungsträger und Versicherten. In der Reha-Statistik-Datenbasis (RSD) wird nach Art der Leistung zur Nachsorge differenziert, zudem wird eine Unterscheidung nach herkömmlichen (face-to-face) und Tele-Reha-Nachsorgeangeboten vorgesehen. In Österreich wird die TeleReha zur Verlängerung der Genesungsphase nach dem Reha-Aufenthalt bis ins zur Hause der Patienten eingesetzt, sie ist dort seit einer Sozialversicherungsreform gesetzlich verankert, sie soll Therapien erleichtern, die Therapietreue erhöhen und Behandlungslücken im Anschluss an eine Spitalbehandlung ausfüllen.

## Allgemeines
Erste Forschungsansätze computergestützter Telerehabilitationssysteme gab es bereits vor 2000 durch die Klinikgruppe Enzensberg, an der Fachklinik Herzogenaurach, unter Leitung von Bernd Kladny. Bei der Behandlung multimorbider Patienten könnten multimodale Behandlungsansätze der Teletherapie ein wirksames rehabilitatives wie auch postrehabilitatives Nachsorgeangebot zur Unterstützung der erfolgreichen Rehabilitation sein.  2016 wurden die Ergebnisse einer Machbarkeitsstudie zur EvoCare-Teletherapie als Nachsorgeangebot der Aggertalklinik, Rehabilitationsklinik der DRV Rheinland, vorgestellt. „Es ist ein Modell, welches ergänzend – bei Unmöglichkeit von IRENA vor Ort auch alternativ dazu im Nachsorgenangebot eines RV-Trägers eingesetzt werden kann.“ „Sowohl in der Orthopädie wie in der Kardiologie ist die Sekundärprävention nach der Rehabilitation unzureichend. Die sehr guten Therapieerfolge der Rehabilitation sind bisher langfristig zu wenig nachhaltig. Deshalb gibt es intensive Bemühungen um entsprechende Nachsorgeprogramme, wobei insbesondere langfristige (mehr als 2 Jahre) Maßnahmen zur Verstetigung der Therapieerfolge nötig sind. Hier erscheinen internet-basierte Programme vielversprechend. Gerade die Deutsche Rentenversicherung ist an der Nachhaltigkeit des Reha-Erfolges interessiert.“ 2018 wurde eine Studie veröffentlicht, die sich mit der Einbindung eines telerehabilitativen Systems zur Unterstützung der stationären orthopädischen Maßnahmen beschäftigt hat. Das digitale Training sei mindestens genauso erfolgreich, wie der konventionelle Trainingsplan und weise positive Tendenzen in der Trainingshäufigkeit auf. Es wurde einschränkend angegeben, dass die Fallzahl zu gering war.

## Regelversorgung
Versicherte der Deutschen Rentenversicherung Bayern Süd (DRV) können nach ärztlicher Verordnung in den ersten sechs Wochen nach dem Aufenthalt in einer Reha-Klinik die Übungen, die sie während der Reha gelernt haben, zu Hause mit der TeleRehabilitation weiterführen. Die DRV Bayern Süd ist der erste gesetzliche Rentenversicherungsträger, der diese Art der Nachsorge eingeführt hat, Diese erste regelhafte Zulassung ermöglicht bundesweit anderen Rentenversicherungsträgern diese Form der Telerehabilitation ihren Patienten als Erweiterung ihres bestehenden Versorgungsangebotes zur Verfügung zu stellen, sofern die nachstehenden Anforderungen erfüllt sind. 2017 veröffentlichte die Deutsche Rentenversicherung erstmals die „Anforderungen der DRV an Tele-Reha-Nachsorge“. „Es schließt sich ein Kapitel zu der Vergütung von Tele-Nachsorgeleistungen an, gefolgt von Ausführungen zur Durchführung von uni- und multimodaler Tele-Nachsorge. Dabei werden die Regelungen zu den herkömmlichen face-to-face-Nachsorgeformen IRENA, RENA, T-RENA, Psy-RENA sowie Sucht-Nachsorge berücksichtigt.“ Das EvoCare Behandlungsverfahren ist für von der Deutschen Rentenversicherung zugelassenen medizinischen Reha-Einrichtungen möglich. EvoCare kann nach einer ganztägigen Reha-Maßnahme als unimodales Behandlungsangebot in der Indikation Orthopädie, bei Krankheiten des Bewegungsapparates, Eingang in die Regelversorgung der Reha-Nachsorge der Rentenversicherung finden. Die Vergütungssätze für das Behandlungsverfahren EvoCare sind für die nachsorgeleistungserbringenden Reha-Einrichtungen als unimodale trainingstherapeutische Tele-Nachsorge (in Anlehnung an T-RENA) in Einzelerbringung geregelt. Die Durchführung von EvoCare kann dabei ausschließlich in Verantwortung einer von der DRV zugelassenen medizinischen Reha-Einrichtung erfolgen. Die Einrichtungen müssen in ihrem Behandlungskonzept darlegen, wie der Einsatz von EvoCare konkret erfolgen soll. Die Einrichtungen sollen auch darlegen, für welchen Personenkreis sie EvoCare einsetzten möchten. Es gilt der Grundsatz des Vorrangs der herkömmlichen face-to-face-Nachsorge gegenüber der Tele-Nachsorge. Andererseits stellt Tele-Nachsorge eine sinnvolle Ergänzung des Spektrums der Nachsorge-Leistungen der Rentenversicherung dar. Sie ist insbesondere dann angezeigt, wenn die Möglichkeiten der herkömmlichen Reha-Nachsorge nicht greifen. Tele-Nachsorge kann damit einen Rehabilitandenkreis einbeziehen, der ansonsten keine Reha-Nachsorge in Anspruch nehmen würde. Die TeleNachsorge ergänzt das traditionelle Reha-Nachsorge-Angebot. Für eine multimodale Tele-Nachsorge (in Anlehnung an IRENA) oder in anderen Indikationen kann ein modellhafter Einsatz von EvoCare in von der Deutschen Rentenversicherung zugelassenen Reha-Einrichtungen erfolgen, diese sind Krankheiten des Herz-Kreislaufsystems, neurologische Krankheiten, Stoffwechselkrankheiten sowie bei psychischen und psychosomatischen Störungen. In Zeiten der Corona-Pandemie (März 2020) kann zugelassene Tele-Reha-Nachsorge weitergeführt werden. Liste der unbefristet anerkannter Anwendungen (Regelversorgung): EvoCare unimodal, Orthopädie, Kardiologie, Onkologie, Pulmologie, Neurologie, 12 Behandlungseinheiten (+ 12 bei Verlängerung), T-RENA Kostensatz 15,95 € (Einzeltraining), DE-RENA, Depressive Störungen (Psychosomatik), max. 6. Monate, für Patienten kostenfrei €.
Seit Mitte 2014 bietet in Österreich die Gesundheitseinrichtung Bad Schallerbach der  Versicherungsanstalt für Eisenbahnen und Bergbau (VAEB) in einer ersten Testphase ambulante TeleReha an. Die Teilnahme an der TeleReha ist freiwillig und für Versicherte der VAEB kostenfrei. Die Patienten haben die Möglichkeit, sich noch weitere sechs Wochen nach dem Reha-Aufenthalt in der Gesundheitseinrichtung telemedizinisch bei der Genesung unterstützen zu lassen. Sie ermöglicht eine Fortsetzung der Reha in den eigenen vier Wänden. Die Indikationsgruppen sind überwiegend aus dem orthopädischen Bereich. Die Therapietreue lag bei über 70 Prozent. Nach Angaben des SV-Trägers ist gerade bei Verletzungen, die in den orthopädischen Bereich fallen, eine gut strukturierte und nachhaltige Rehabilitationsphase sehr wichtig. Ergebnisse einer 2018 veröffentlichten Studie: „96% der PatientInnen der Interventionsgruppe sind mit dem Handling zufrieden oder sehr zufrieden. 2% der Interventionsgruppe war nicht zufrieden mit der Art der Kommunikation mit der Physiotherapeutin. Mit dem Behandlungsverlauf insgesamt sind nach 6 Monaten die Teilnehmer der Interventionsgruppe signifikant zufriedener als die PatientInnen der Vergleichsgruppe.“ Am 13. Dezember 2018 hat der Nationalrat in Österreich beschlossen, dass das Allgemeine Sozialversicherungsgesetz (ASVG) geändert wird. Es erfolgt eine Klarstellung, dass auch die Telerehabilitation als Maßnahme der ambulanten medizinischen Rehabilitation gilt, dies dient dem im Regierungsprogramm vorgesehenen Ausbau von Digitalisierung und Telemedizin.